# 江岭

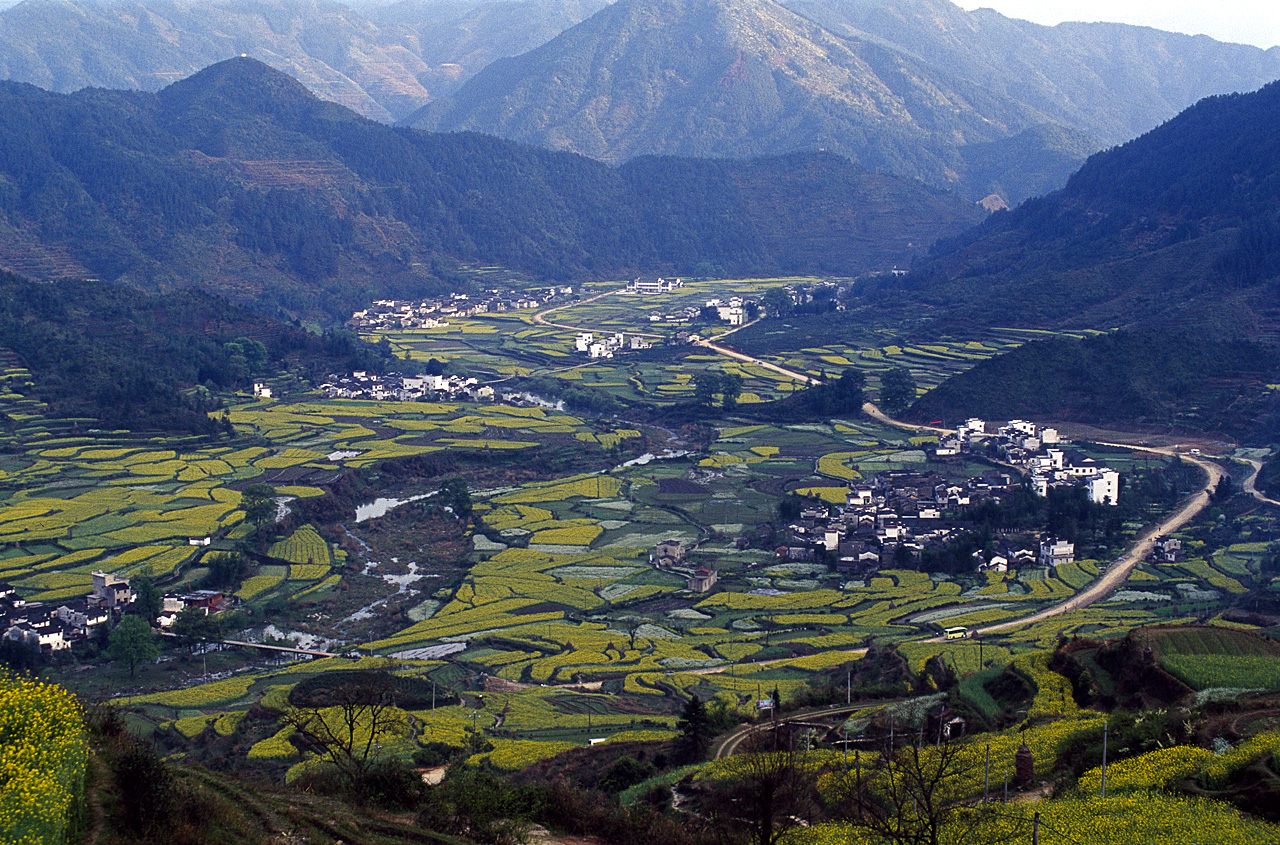
油菜花盛开的江岭

江岭是江西省上饶市婺源县溪头乡西岸村下辖的自然村，位于婺源县最东北角，溪头乡西部，江湾镇的晓起村以北8公里处。
每年三四月间，油菜花盛开的季节，江岭吸引大批旅游摄影人士。
2020年，江岭入选第二批全国乡村旅游重点村名单。